# Chi è Giulia?
Chi é Giulia? (titolo originale: Who is Julia?) è un film per la televisione statunitense del 1986.

## Trama
Mary Frances Bodine è una casalinga di fascia sociale medio-bassa, madre di un bambino. Julia North è una top-model affermata. In un incrocio stradale le due donne si scambiano uno sguardo sfuggente nel momento in cui Mary Frances, a piedi con il suo piccolo, sta aspettando di attraversare la strada, mentre Julia è a bordo della sua auto. Improvvisamente il piccolo sfugge dal controllo di Mary Frances e tenta di attraversare la strada quando sta per giungere un camion. Julia, vedendo la scena, si getta per salvare il bambino, ma viene investita. Mary Frances sviene ed ha un ictus cerebrale. Quindi le due donne vengono portate in ospedale e, una volta arrivate, il dottor David Matthews decide di salvarne una, trapiantando il cervello di Julia nel corpo di Mary Frances.
Una volta svegliata dal lungo coma, Julia tende ad avere un atteggiamento negativo verso il suo nuovo corpo, che lo considera imperfetto non da modella. Anche i due mariti delle donne non accettano questa nuova situazione.